# Petr Gabriel
Petr Gabriel (Praga, 17 de maio de 1973) é um ex-futebolista tcheco, que atuava como defensor.

## Carreira
Gabriel representou a Seleção Checa de Futebol, na Eurocopa de 2000. 